# Monaghan United Football Club
Il Monaghan United Football Club (in irlandese: Cumann Peile Mhuineacháin Aontaithe) è una società calcistica con sede a Monaghan, in Irlanda.
Dal 1987, gioca le partite casalinghe allo stadio Gortakeegan (ribattezzato nel 2000 con il nome di Century Homes per ragioni di sponsor) e attualmente (2012) milita nella Airtricity League, la prima serie del calcio irlandese.

## Storia
Fondato nel 1979, il Monaghan United ha giocato la sua prima gara ufficiale nella League of Ireland nel 1985 contro il Derry City.
Nella stagione 1992-1993, il Monaghan United ha chiuso al terzo posto il campionato di Division One e nei play-off per la promozione in Premier Division ha superato il Waterford United (2-2 in trasferta e 3-0 in casa). La permanenza in Premier Division è durata fino alla stagione 1994-1995, chiusa all'ultimo posto in classifica con conseguente retrocessione.
Il Monaghan United è tornato in Premier Division nel 2001, ma la permanenza nella massima serie è durata solo un anno, in cui i Magic Mons sono riusciti a totalizzare appena due vittorie.
Nel 2012 la squadra si è ritirata dal campionato Irlandese di calcio

## Palmarès

### Altri piazzamenti
- League of Ireland Cup:

Finalista: 2010
- FAI First Division:

Secondo posto: 2000-2001
Terzo posto: 1992-1993

## Organico

### Rosa 2012
| N. |                    | Ruolo | Calciatore       |
| -- | ------------------ | ----- | ---------------- |
| 1  | Scozia (bandiera)  | P     | Chris Bennion    |
| 3  | Irlanda (bandiera) | C     | Jordan Keegan    |
| 4  | Irlanda (bandiera) | D     | Conor McMahon    |
| 5  | Irlanda (bandiera) | C     | Alan Byrne       |
| 6  | Irlanda (bandiera) | C     | Robert Bayly     |
| 7  | Irlanda (bandiera) | A     | Conor Murphy     |
| 8  | Irlanda (bandiera) | C     | Keith Quinn      |
| 9  | Irlanda (bandiera) | A     | Tony Griffiths   |
| 10 | Irlanda (bandiera) | A     | Owen Humphrey    |
| 11 | Irlanda (bandiera) | C     | Darragh Reynor   |
| 12 | Nigeria (bandiera) | A     | Michael Isichei  |
| 14 | Irlanda (bandiera) | C     | Willo McDonagh   |
| 15 | Irlanda (bandiera) | A     | Danny McGuinness |
| 16 | Irlanda (bandiera) | C     | Bobby Ryan       |

| N. |                    | Ruolo | Calciatore            |
| -- | ------------------ | ----- | --------------------- |
| 17 | Irlanda (bandiera) | D     | Shaun Maher           |
| 18 | Irlanda (bandiera) | C     | Stephen Maher         |
| 19 | Irlanda (bandiera) | C     | Gareth O'Connor       |
| 20 | Irlanda (bandiera) | C     | Shane Dunne           |
| 21 | Irlanda (bandiera) | P     | Mícheál Schlinergmann |
| 22 | Irlanda (bandiera) | D     | Aidan Collins         |
| 23 | Irlanda (bandiera) | C     | Jason Marks           |
|    | Irlanda (bandiera) | D     | James Clarke          |
|    | Irlanda (bandiera) | D     | Fearghal McMahon      |
|    | Irlanda (bandiera) | D     | Paul Whelan           |
|    | Irlanda (bandiera) | C     | David Crosbie         |
|    | Irlanda (bandiera) | C     | Niall Crosbie         |
|    | Irlanda (bandiera) | C     | John Reilly           |